# جلكى فضية
جلكى فضية (الاسم العلمي:Ichthyomyzon unicuspis) هي نوع من الحيوانات المائية يتبع جنس الجلكى السمكية من فصيلة الجلكية.